# Antithesis
Antithesis – czwarty album studyjny amerykańskiego zespołu muzycznego Origin. Wydawnictwo ukazało się 1 kwietnia 2008 roku nakładem wytwórni muzycznej Relapse Records. Album dotarł do 21. miejsca listy Billboard Heatseekers Albums w Stanach Zjednoczonych.
Nagrania były promowane teledyskiem do utworu „Finite”.

## Lista utworów
Opracowano na podstawie materiału źródłowego.
| Nr  | Tytuł utworu                  | Autorzy         | Długość |
| --- | ----------------------------- | --------------- | ------- |
| 1.  | „The Aftermath”               | Paul Ryan       | 04:39   |
| 2.  | „Algorithm”                   | Jeremy Turner   | 03:32   |
| 3.  | „Consuming Misery”            | Mike Flores     | 04:06   |
| 4.  | „Wrath of Vishnu”             | Paul Ryan       | 04:44   |
| 5.  | „Finite”                      | Paul Ryan       | 03:08   |
| 6.  | „The Appalling”               | Jeremy Turner   | 02:55   |
| 7.  | „Void” (utwór instrumentalny) | John Longstreth | 00:40   |
| 8.  | „Ubiquitous”                  | Mike Flores     | 05:34   |
| 9.  | „The Beyond Within”           | Paul Ryan       | 03:20   |
| 10. | „Antithesis”                  | Paul Ryan       | 09:32   |
|     |                               |                 | 42:10   |

## Wydania
| Rok  | Nr katalogowy | Format                | Wytwórnia           | Region            | Źródło |
| ---- | ------------- | --------------------- | ------------------- | ----------------- | ------ |
| 2008 | RR 7002-2     | CD, Album) US 2008    | Relapse Records     | Stany Zjednoczone | [ 8 ]  |
| 2008 | RR 7002-2     | CD, Promo             | Relapse Records     | Stany Zjednoczone | [ 8 ]  |
| 2008 | RR 7002       | LP, Album, Lig        | Relapse Records     | Stany Zjednoczone | [ 8 ]  |
| 2008 | RR 7002-1     | LP, Cle               | Relapse Records     | Stany Zjednoczone | [ 8 ]  |
| 2008 | RR 7002       | LP, Dar               | Relapse Records     | Stany Zjednoczone | [ 8 ]  |
| 2008 | RR 7002       | LP, Gre               | Relapse Records     | Stany Zjednoczone | [ 8 ]  |
| 2008 | RR 7002-2     | CD, Album, Promo, Car | Relapse Records     | Europa            | [ 8 ]  |
| 2011 | DR 018        | CD, Album             | Disembodied Records | Argentyna         | [ 8 ]  |
| 2011 | RR 7002-2     | CD, Album, RE         | Relapse Records     | Stany Zjednoczone | [ 8 ]  |